# Mumpf
Mumpf är en ort och kommun vid floden Rhen i distriktet Rheinfelden i kantonen Aargau, Schweiz. Kommunen har 1 549 invånare (2023).